# Josef M. Gaßner

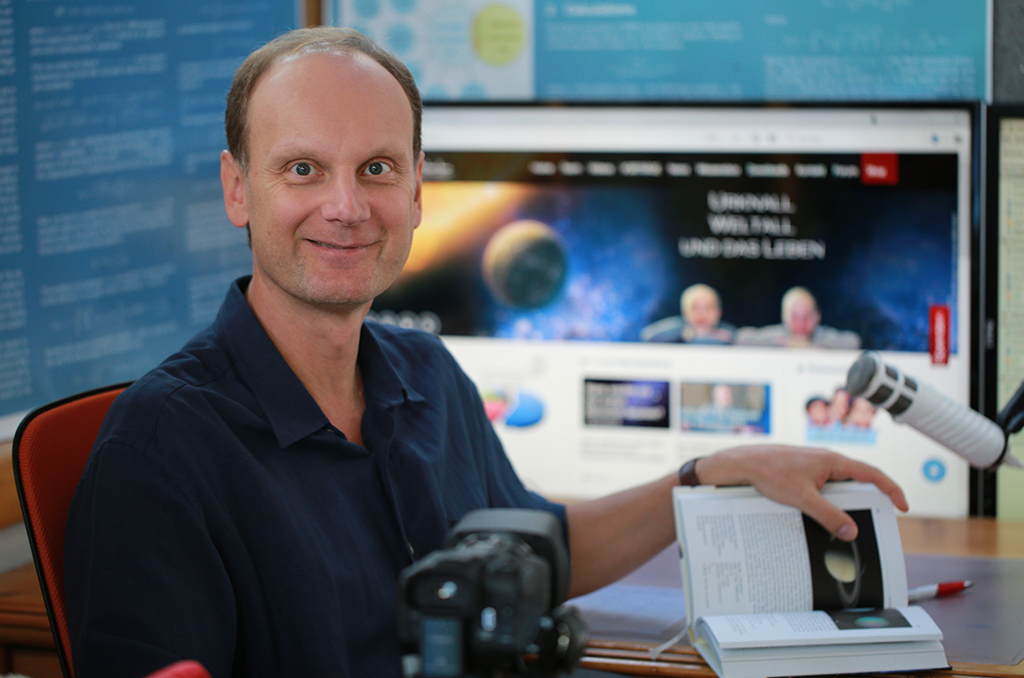
Josef M. Gaßner (2018)

Josef Martin Gaßner (* 19. Mai 1966 in Landshut) ist ein deutscher Astrophysiker und Sachbuchautor. Seit 2014 betreibt er den Wissenschaftskanal Urknall, Weltall und das Leben auf YouTube.

## Leben
Josef M. Gaßner wurde am 19. Mai 1966 in Landshut geboren. Er besuchte zunächst eine Mittelschule mit musikalischem Profil. In seiner Freizeit beschäftigte er sich mit Schachcomputern und entdeckte dabei seine mathematischen Fähigkeiten; er besuchte anschließend die Fachoberschule, um die Hochschulreife zu erlangen.
Gaßner studierte Mathematik an der Ostbayerischen Technischen Hochschule in Regensburg und schloss mit dem Diplom ab. 
Nach seinem Mathematikstudium absolvierte er zunächst ein Praktikum bei Texas Instruments in Freising und arbeitete dort einige Zeit in der Programmierentwicklung, bevor er sich entschloss, in den akademischen Wissenschaftsbetrieb zurückzukehren. Gaßner studierte daraufhin Physik an der Ludwig-Maximilians-Universität in München. 2008 promovierte er unter Harald Lesch an der Universitätssternwarte München in theoretischer Astrophysik mit dem Thema Berechnungen zur primordialen Nukleosynthese zum Doktor der Naturwissenschaften.
Gaßner ist als Grundlagenforscher und als Lehrbeauftragter für Astronomie und Kosmologie an der Hochschule für angewandte Wissenschaften in seiner Heimatstadt Landshut tätig.
Neben seiner wissenschaftlichen Tätigkeit vermittelt Gaßner in seinen Publikationen und durch populärwissenschaftliche Vorträge an Universitäten, Gymnasien oder Volkshochschulen einem breiten Publikum physikalische Zusammenhänge. 2012 veröffentlichte er gemeinsam mit Harald Lesch das Buch Urknall, Weltall und das Leben – vom Nichts bis heute Morgen und startete 2014 auf YouTube den Wissenschaftskanal Urknall, Weltall und das Leben. Zusammen mit Jörn Müller veröffentlichte er 2019 und 2022 die Bücher Können wir die Welt verstehen? Meilensteine der Physik von Aristoteles zur Stringtheorie und Kosmologie – die größte Geschichte aller Zeiten.
Gaßner ist seit 1998 verheiratet und lebt in Ergolding.

## Auszeichnungen und Ehrungen
Anlässlich seines 50. Geburtstags strahlte der Fernseh-Bildungskanal ARD-alpha am 20. Mai 2016 zur Hauptsendezeit eine dreiviertelstündige Sendung über Gaßner und seine Arbeit aus.
Josef M. Gaßner hat zusammen mit seinen Eltern Ida und Josef Gaßner 1995 die in Indien aktive Hilfsorganisation Schritt für Schritt – Hilfe mit System e. V. gegründet. Dafür wurde ihnen 2022 das Verdienstkreuz am Bande der Bundesrepublik Deutschland verliehen.

## Veröffentlichungen (Auswahl)
- mit Harald Lesch: Primordial He_4 Abundance Constrains the Possible Time Variation of the Higgs Vaccuum Expectation Value. In: International Journal of Theoretical Physics. Band 47, Nr. 2, 2008, S. 438–445, doi:10.48550/arXiv.astro-ph/0606459.
- mit Harald Lesch und Hartmuth Arenhövel: From Primordial He_4 abundance to the Higgs field. In: The Astrophysical Journal. Band 685, Nr. 2, 2008, S. 681, doi:10.48550/arXiv.0806.1683.
- mit Harald Lesch: Urknall, Weltall und das Leben – vom Nichts bis heute Morgen. Komplett-Media, Grünwald/München 2012, ISBN 978-3-8312-0389-5.
- mit Harald Lesch: Das aktuelle kosmologische Weltbild. In: Martin Neukamm (Hrsg.): Darwin heute: Evolution als Leitbild in den modernen Wissenschaften. Wissenschaftliche Buchgesellschaft, Darmstadt 2014, ISBN 978-3-534-26439-1.
- mit Harald Lesch und Jörn Müller: Warum ist überhaupt etwas und nicht vielmehr nichts? Ansätze und Perspektiven der Physik und Kosmologie. In: Jens Lemanski und Rico Hauswald (Hrsg.): Warum ist überhaupt etwas und nicht vielmehr nichts? Wandel und Variationen einer Frage. Felix Meiner Verlag, Hamburg 2014, ISBN 978-3-7873-2459-0, S. 339–364.
- mit Jörn Müller: Können wir die Welt verstehen? Meilensteine der Physik von Aristoteles zur Stringtheorie. S. Fischer Verlag, Frankfurt am Main 2019, ISBN 978-3-10-397481-2.
- mit Jörn Müller: Kosmologie – die größte Geschichte aller Zeiten. S. Fischer Verlag, Frankfurt am Main 2022, ISBN 978-3-10-397181-1.